# Neurigona kasparyani
Neurigona kasparyani är en tvåvingeart som beskrevs av Negrobov 1987. Neurigona kasparyani ingår i släktet Neurigona och familjen styltflugor. Inga underarter finns listade i Catalogue of Life.